# Irish Examiner
El Irish Examiner (en español: el Examinador Irlandés), anteriormente conocido como The Cork Examiner y posteriormente como The Examiner, es un periódico nacional irlandés que circula principalmente en la región de Munster que rodea sus oficinas centrales en Cork, y que circula además en todo el país.

## Historia

### Siglos XIX y principios del XX

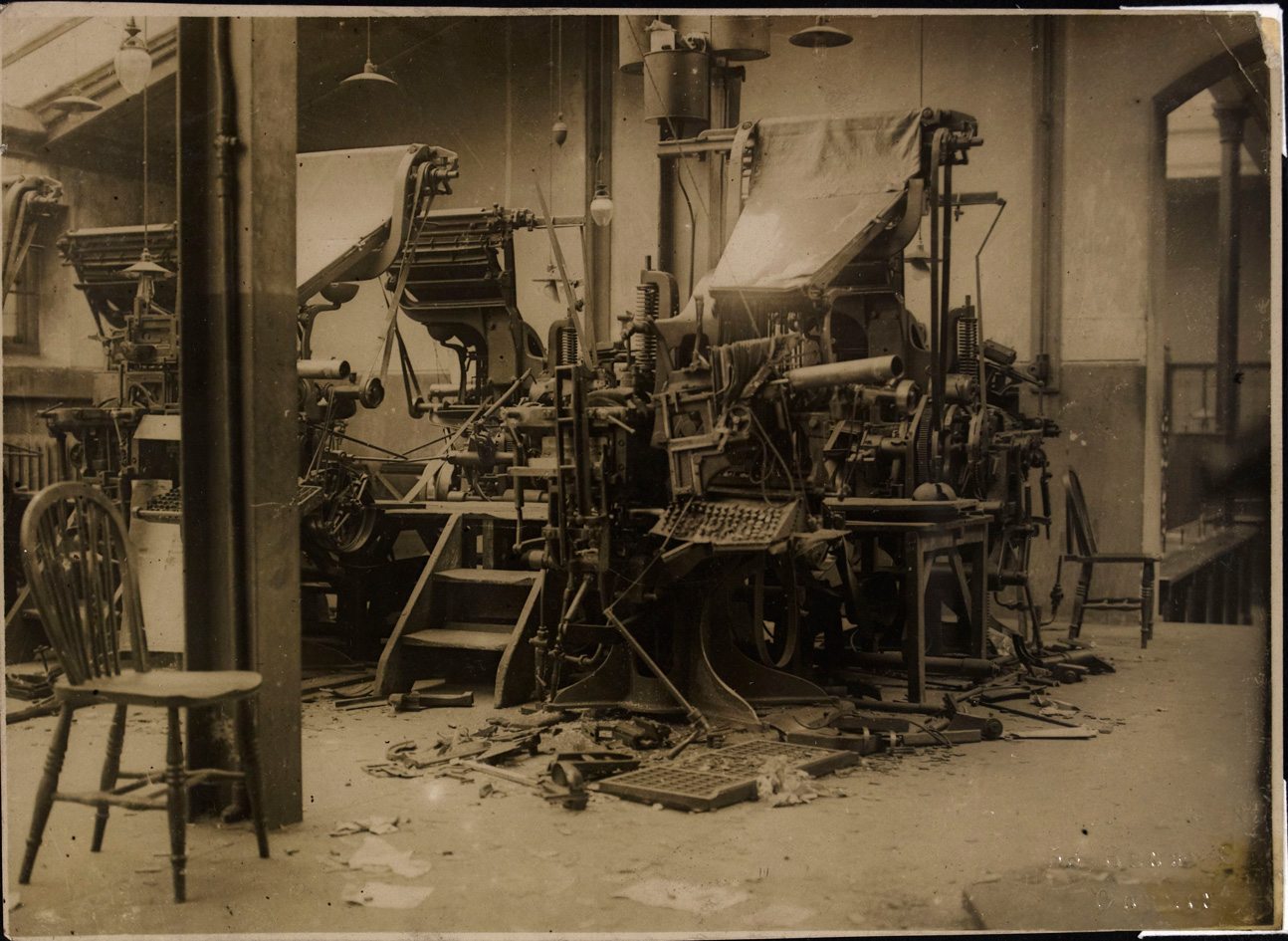
Prensas del Examinador de Cork destruidas por fuerzas anti-Tratado antes que fuerzas Estatales Libres arribasen a Cork, 9 al 10 de agosto de 1922

El periódico fue fundado por John Francis Maguire con el título El Examinador de Cork en 1841 con vocación a promover la Emancipación católica y la promulgación de los derechos del inquilino de Daniel O'Connell. Copias históricas de El Examinador de Cork, remontándose a 1841, están disponibles en formato digitalizado en el sitio web de Archivos de Diarios irlandeses y también en el Archivo Británico de Periódicos.
Durante la guerra de Independencia irlandesa y guerra civil irlandesa, el Examinador de Cork (junto con otros diarios nacionalistas) fue sujeto de censura.
En tiempos de la guerra civil española, el Examinador de Cork según se dice tomó un tono fuertemente franquista su cobertura del conflicto.
Durante la primera mitad del XX, el diario tuvo un según se dice "lector socialmente conservador base" y reflejó un "orden del día nacionalista conservador".

### Cambios de marca y de propiedad
Publicado como El Examinador de Cork de 1841 hasta que en 1996 el diario fue rebautizado como el Examinador. Desde 2000 fue publicado como El Examinador irlandés, para apelar a una audiencia más nacional.
El diario, junto su publicación hermana El Eco de Anochecer, eran parte del conglomerado de Thomas Crosbie. Dicho conglomerado Thomas Crosbie los holdings cayó en bancarrota en marzo del 2013. El diario fue adquirido por Inversiones de Medios de comunicación del Hito.
A 2004, su ejecutivo mayor era Thomas J. Murphy, su editor era Tim Vaughan. Vaughan partió en agosto del 2016.

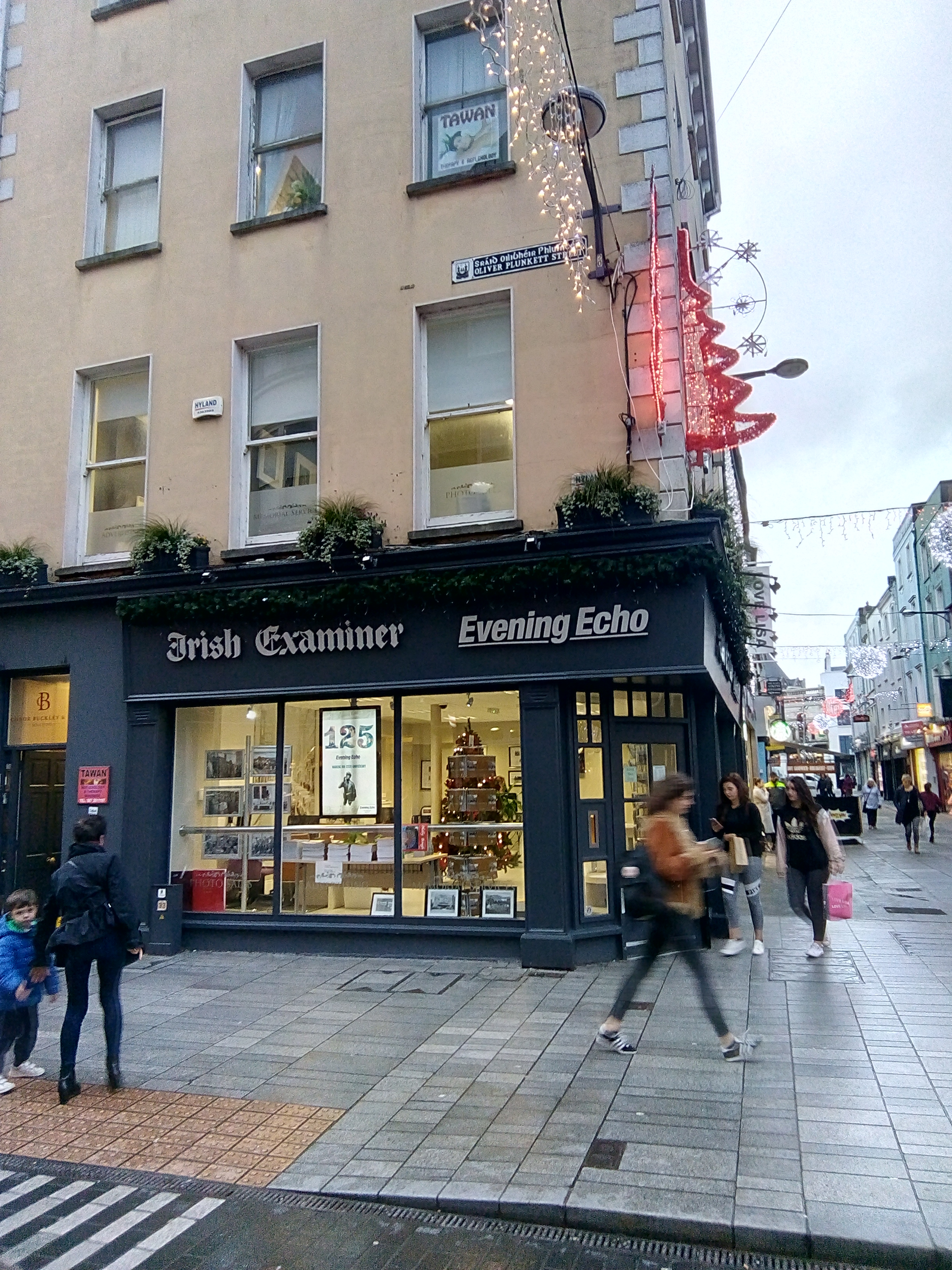
Oficinas del Examinador irlandés en la calle Oliver Plunkett.

El diario estuvo ubicado en la calle de la Academia, Cork, por más un siglo, antes de trasladarse a oficinas nuevas en Lapp Quay, Cork en noviembre del 2006, y posteriormente a oficinas editoriales en Blackpool, Cork, con una oficina de ventas en la calle Oliver Plunkett.

### Venta alThe Irish Times
En febrero de 2017,  esté informado que Inversiones de Medios de comunicación del Hito habían nombrado KPMG para aconsejar en una gama de opciones, incluyendo un Independientes Noticiosos y enlace de Medios de comunicación con el Examinador irlandés.
En marzo del 2017,  se informó que El Tiempo irlandés podría pujar para el Examinador irlandés, y en abril de 2017 tanto El Tiempo irlandés y INM había lanzado un proceso de ventas y firmó acuerdos de confidencialidad.
En mayo de 2017,  esté informado que Sunrise los medios de comunicación y El Tiempo irlandés exploraban una adquisición, y una venta estuvo apalabrada El Tiempo irlandés  en diciembre de 2017, aprobación reguladora pendiente. La venta al Tiempo irlandés estuvo completada en julio de 2018.
En 2021, su política editorial ha sido descrita como centrista o conservadora; el sitio Eurotopics describió la orientación política del Examinador irlandés como liberal.

## Circulación
Circulación de impresión mediana era aproximadamente 57,000 copias por asunto en 1990, había aumentado a 62,000 por 1999, hubo decreased a 50,000 por 2009, y era aproximadamente 28,000 por 2017. Reflejando una tendencia de cambiar en ventas de diario, los mercados de Examinador a advertisers en la base de su impresión y audiencia on-line, declarando en 2017 que "236,000 personas leídas el Examinador irlandés en impresión u on-line todos los días".
El Examinador irlandés salió de las auditorías del ABC de circulación en 2020.